# Asedio de Adrianópolis (813)
El asedio de Adrianópolis (en búlgaro: Обсада на Одрин) en 813 formó parte de las guerras búlgaro-bizantinas. Comenzó poco después de que el ejército bizantino fuera derrotado en la batalla de Versinikia el 22 de junio. Al principio, la fuerza de asedio estuvo mandada por el hermano del Kan Krum (cuyo nombre no es mencionado en las fuentes primarias). El kan mismo fue después con un ejército a Constantinopla. Un fracasado intento bizantino para asesinarle arruinó toda perspectiva de negociación entre ellos. Krum asoló gran parte de Tracia Oriental y luego se volvió contra Adrianópolis, que estaba todavía bajo asedio. La ciudad. una de las fortalezas bizantinas más importantes en Tracia, aguantó durante un tiempo, a pesar de ser atacada con armas de asedio. Sin embargo, a falta de ayuda del exterior, la guarnición fue forzada a capitular debido a la inanición. Por orden de Krum, la población de Adrianópolis y el área circundante (aproximadamente diez mil personas) fue transferida al norte del territorio búlgaro del Danubio.
Por el tratado de paz, concluido en 815, Adrianópolis volvió al imperio bizantino.